# A0 (папір)

A0 — найбільший формат серії А, наступні розміри паперу в серії (A1, A2, A3 тощо), визначаються шляхом зменшення вдвічі попереднього формату паралельно до його коротшої сторони

A0 — формат паперу, визначений стандартом ISO 216. Його розміри — 841×1189 мм, що складає площу 1 м². Використовується для креслень, діаграм тощо.